# Blain (Pennsylvania)
Blain is een plaats (borough) in de Amerikaanse staat Pennsylvania, en valt bestuurlijk gezien onder Perry County.

## Demografie
Bij de volkstelling in 2000 werd het aantal inwoners vastgesteld op 252.
In 2006 is het aantal inwoners door het United States Census Bureau geschat op 246, een daling van 6 (-2,4%).

## Geografie
Volgens het United States Census Bureau beslaat de plaats een oppervlakte van
0,9 km², geheel bestaande uit land. Blain ligt op ongeveer 218 m boven zeeniveau.

## Plaatsen in de nabije omgeving
De onderstaande figuur toont nabijgelegen plaatsen in een straal van 24 km rond Blain.